# زمان أباد (لنجان)
زمان أباد هي قرية في مقاطعة لنجان، إيران. عدد سكان هذه القرية هو 1,042 في سنة 2006.